# Рапала, Лаури
Ла́ури Ра́пала (фин. Lauri Rapala; 27 ноября 1905 — 1974) — основатель компании Rapala, изобретатель, рыбак.
В 1936 году изобрёл новый вид искусственных рыболовных приманок — лопастной воблер. Разработанная им приманка стала прообразом для популярной модели промышленных воблеров «Original Floater». На сегодняшний день фирма Rapala является крупнейшим производителем воблеров в мире. Её приманки продаются в 140 странах мира. Известен также рыболовный узел Рапалы для привязывания приманок к леске.

## Биография
Родился в бедной финской семье. Отца не знал. В поисках возможности заработка в 1912 году переехал вместе с матерью в округ Асиккала в 100 километрах от Хельсинки. Фамилия матери Лаури — Сааринен (Saarinen), фамилия Rapala появилась у Лаури в результате курьёзной ошибки священника, который записал в метрических книге вместо фамилии название деревни из которой они с матерью приехали. На финском языке слово «rapala» значит «грязь».
С раннего возраста Лаури был вынужден работать. Хороший шанс зарабатывать на жизнь давала рыбалка. Три пойманные форели приносили такой же доход, как и дневной заработок на заводе.
В начале двадцатых годов Лаури встретил будущую супругу Элму Леппанен. В 1928 году они поженились и переехали жить в соседнюю деревню к родителям Элмы, где они жили до 1933 года. В браке родилось четверо детей.
Лаури с детства подолгу рыбачил и по воспоминаниям был внимательным и творческим рыболовом, знавшим повадки рыб, пути их миграции и особенности поведения. Свои первые искусственные приманки для ловли «на дорожку» в 1936 году Рапала изготавливал из бутылочных пробок, конфетной фольги и расплавленных фотоплёнок, которые заменяли недоступный для Лаури лак. С началом Зимней войны пробка стала недоступна, и Рапала стал изготавливать приманки из сосновой коры.
В 1939—1944 годах принимал участие в Зимней войне и Советско-финской войне. По окончании войны кустарные воблеры Рапалы стали пользоваться большой популярностью и он совместно с сыновьями организует семейную фирму.

## Интересно
Успеху фирмы Рапала на американском рынке немало поспособствовало стечение обстоятельств. Реклама его приманок в 1962 году оказалась размещена в августовском номере журнала Life, посвящённом смерти Мэрилин Монро. Тираж журнала разошёлся тиражом 3 млн экземпляров и американское представительство фирмы Rapala после этого было буквально завалено заказами приманок.